# Tristerix peytonii
Tristerix peytonii là một loài thực vật có hoa trong họ Loranthaceae. Loài này được Kuijt miêu tả khoa học đầu tiên năm 1988.